# Charles Pictet de Rochemont

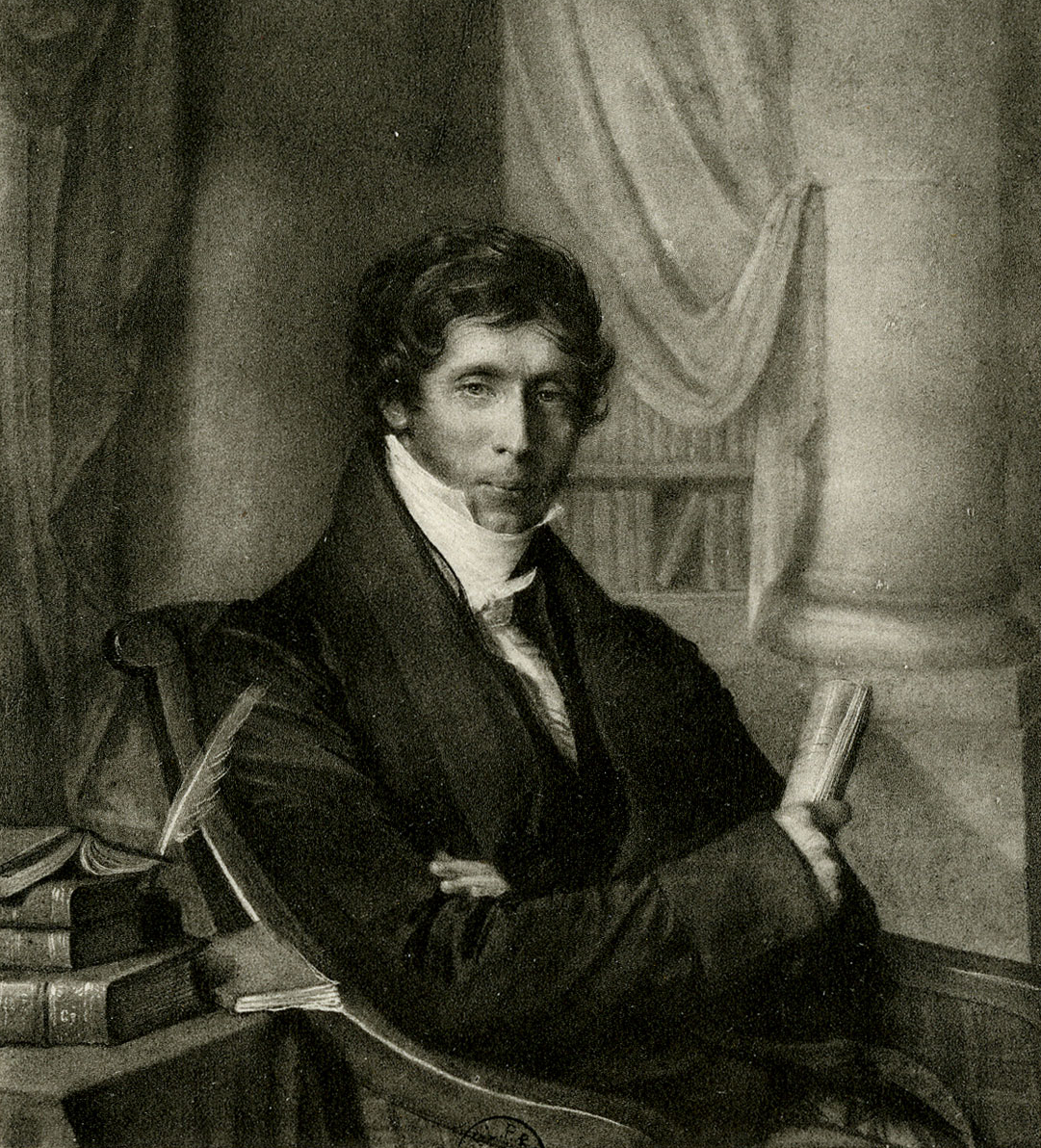
Charles Pictet de Rochemont

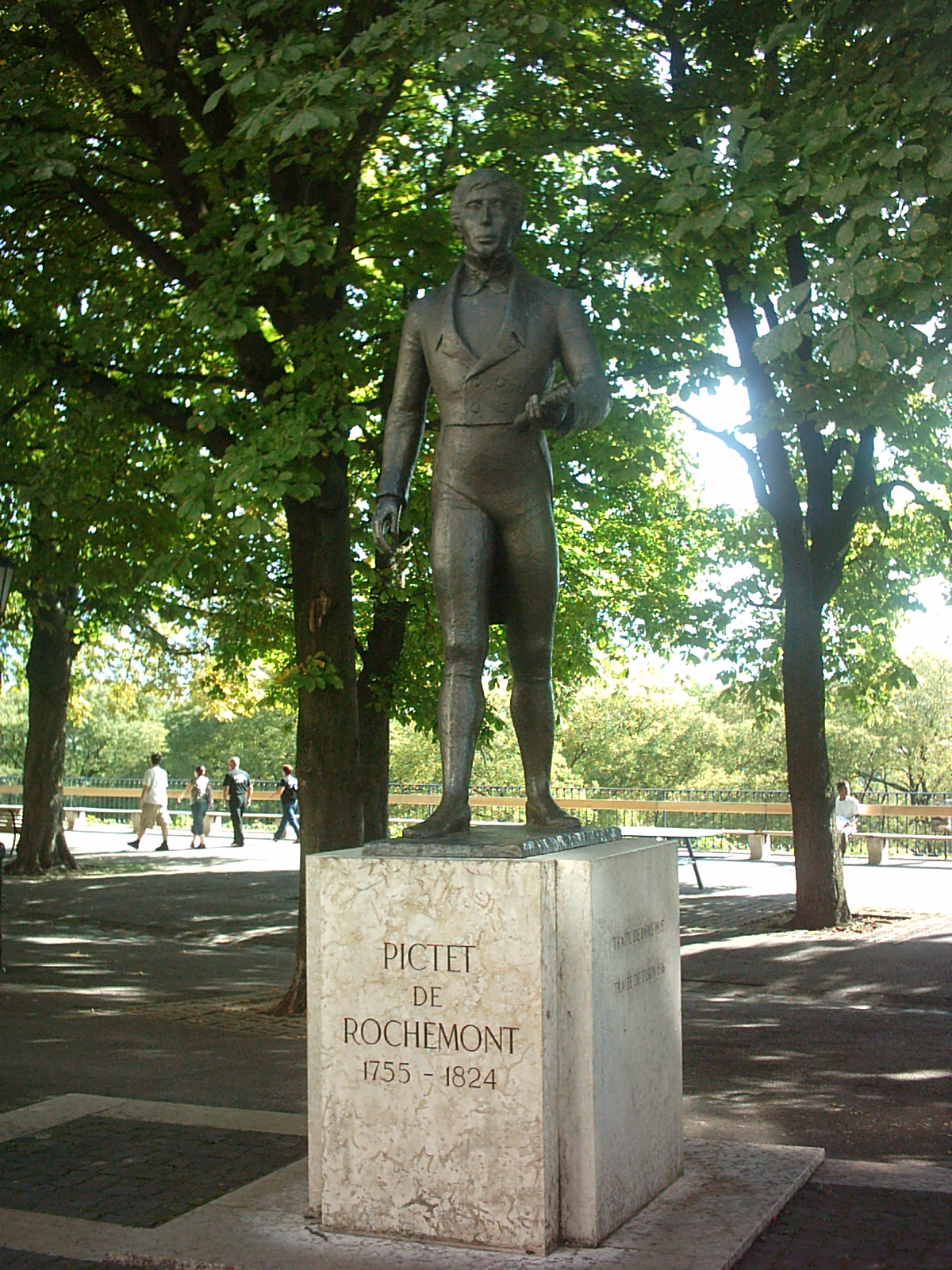
Statue von Charles Pictet de Rochemont auf der Promenade de la Treille in Genf

Charles Pictet de Rochemont (* 21. September 1755 in Genf; † 28. Dezember 1824 in Lancy) war ein Schweizer Diplomat, Politiker und Offizier.

## Leben
Charles Pictet stammte aus einer Genfer Patrizierfamilie. Er war der Sohn von Charles Pictet (1713–1792), Oberst in niederländischem Dienst, und Marie, geborene Dunant. Nach einem kurzen Studium in Genf begann er 1775 eine militärische Karriere in Frankreich, wo er 12 Jahre lang in der Armee Dienst leistete. Bei seiner Heirat mit Adélaïde Sara de Rochemont 1786 änderte er seinen Familiennamen in «Pictet de Rochemont». Nach seiner Rückkehr nach Genf wurde er 1788 Mitglied des «Conseil des Deux Cents» (Parlament der Genfer Republik) und hoher Offizier der Genfer Truppen.
Während der Genfer Revolution wurde er 1794 zu einem Jahr Hausarrest verurteilt. 1796 begründete er mit seinem Bruder, dem Naturwissenschaftler Marc-Auguste Pictet, und Frédéric-Guillaume Maurice die Zeitschrift Bibliothèque britannique (ab 1816 Bibliothèque universelle de Genève und zuletzt 1930 Bibliothèque universelle et Revue de Genève), welche die Verbreitung aller in England gemachten wichtigen Entdeckungen und herausgekommenen Werke bezweckte. 1798 erwarb er ein Landgut bei Lancy, das er persönlich bearbeitete und wo er insbesondere Merinoschafe züchtete.

## Diplomatische Tätigkeit
Genf war bis 1798 eine unabhängige, mit der Schweiz verbündete Republik (Zugewandter Ort). 1798 wurde Genf von Frankreich besetzt und annektiert. Nach der Befreiung von Genf am 31. Dezember 1813 war ein strategisches Ziel der Genfer Regierung die Aufnahme von Genf in die Schweiz als Kanton, um zukünftige Einflussversuche der Grossmächte zu vermeiden. Ein Problem stellte aber die Zerstückelung des Genfer Territoriums dar, das aus mehreren Enklaven, umgeben von savoyardischem und französischem Gebiet, bestand und das keine Landverbindung mit der Schweiz hatte.
Pictet de Rochemont war zusammen mit François d’Ivernois Genfer Delegierter bei den Konferenzen der Grossmächte, die die zurückgewonnene Unabhängigkeit Genfs anerkennen und seinen Beitritt als Kanton zur Schweiz akzeptieren sollten. Der heikelste Punkt seines Auftrages war, das Genfer Territorium so zu vergrössern, dass ein zusammenhängendes Gebiet entstand, das eine Landverbindung mit der übrigen Schweiz hatte. Schon im Januar 1814 unterbreitete Pictet de Rochemont die Genfer Anliegen den Grossmächten in Basel. Sowohl bei den ersten Friedensverhandlungen in Paris im Mai 1814 als auch beim Wiener Kongress (September 1814 bis Mai 1815) konnte die Gebietserweiterung nicht erreicht werden, da der französische Delegierte Talleyrand das Pays de Gex nicht abtreten wollte. Dagegen wurde die Unabhängigkeit von Genf und dessen Vereinigung mit der Schweiz akzeptiert.
An den weiteren Verhandlungen für den Zweiten Pariser Frieden ab August 1815 nahm Pictet de Rochemont als Bevollmächtigter der Schweizer Tagsatzung teil. Er erreichte, dass Genf sieben Gemeinden des französischen Pays de Gex bekam (Collex-Bossy, Genthod, Le Grand-Saconnex, Meyrin, Pregny, Vernier und Versoix, insgesamt 49,3 km² und 3343 Einwohner). Sein zweiter Erfolg war die Anerkennung der immerwährenden Schweizer Neutralität durch die Grossmächte (Frankreich, Grossbritannien, Russland, Preussen und Österreich) am 20. November 1815.
Um die territoriale Vergrösserung südlich der Rhone zu verhandeln, wurde Pictet de Rochemont 1816 vom Kanton Genf und von der Schweiz nach Turin geschickt und hatte wieder Erfolg. Mit dem Turiner Vertrag (16. März 1816) trat Viktor Emanuel I., König von Sardinien-Piemont, 24 Gemeinden an Genf ab, die als communes réunies bekannt sind (Aire-la-Ville, Anières, Avusy, Bernex, Carouge, Chêne-Bourg, Choulex, Collonge-Bellerive, Compesières, Confignon, Corsier, Hermance, Laconnex, Lancy, Meinier, Onex, Perly-Certoux, Plan-les-Ouates, Presinge, Puplinge, Soral, Thônex, Troinex und Veyrier, insgesamt 108,8 km² und 12'700 Einwohner). Zudem wurde eine Zollfreihandelszone um den Kanton Genf als Hinterland der Genfer Wirtschaft errichtet, und das savoyardische Chablais wurde militärisch neutralisiert.
Für seine Verdienste wurde Pictet de Rochemont zum Ehrenmitglied der Genfer Regierung ernannt und erhielt die Anerkennung der Schweizer Tagsatzung. Nach 1816 widmete er sich hauptsächlich seinem Landgut, war aber noch Mitglied des Conseil représentatif (Kantonsparlament). Er starb 1824.